# ヘキサアザ-18-クラウン-6
ヘキサアザ-18-クラウン-6(Hexaaza-18-crown-6)は、化学式(CH2CH2NH)6の大員環化合物である。18-クラウン-6のN6アナログとして関心が持たれている。錯体化学において、六座配位子として働く。ヘキサアザクラウンエーテルの親化合物である。

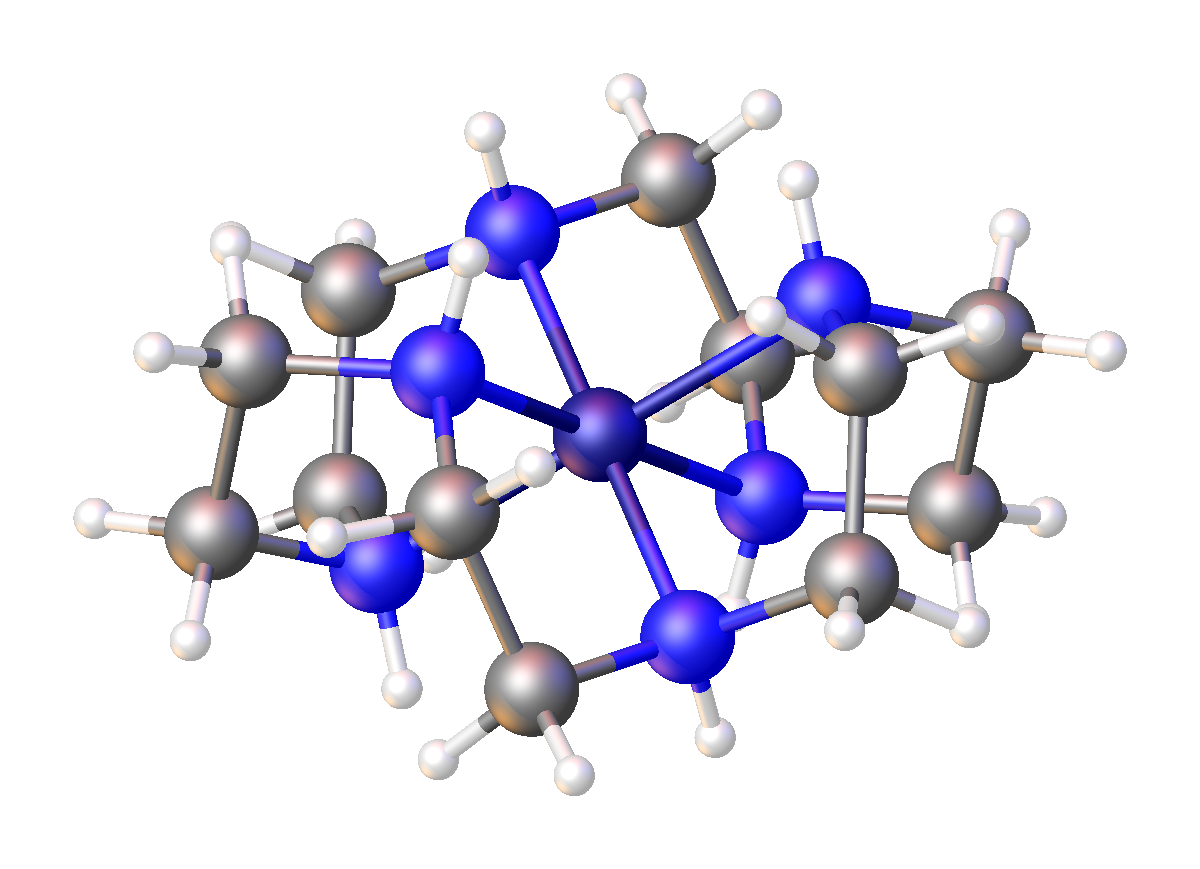
[Co(III)(ヘキサアザ-18-クラウン-6)]^{3+}の構造

プロトン化誘導体は、複数の水素結合を介してアニオンと結合する。